# START UP!! (テレビ番組)
『START UP!!』（スタートアップ）は、2021年7月1日（6月302日深夜）から東海テレビで放送されているビジネスバラエティ番組・ドキュメンタリー番組。放送時間は、隔月不定期 。

## 概要
【起業家】×【お笑い芸人】が新たなシナジーを生み出すドキュメントバラエティ。東海地方に拠点を置く最先端のアイデアや技術を武器に急成長を目指すベンチャー企業起業家たちに密着取材する。

## 出演者
- カミナリ 【MC】
- ベンチャー企業経営者

## スタッフ
- 構成：今井すゞ奈、森下ゆうじ
- 編集：伊藤有祐
- MA：藤野竜揮
- CG：Toki Tech
- 宣伝：赤坂佳晃
- 編成：木村貴雄
- コンテンツビジネス：中務良太
- デスク：板山菜摘
- 協力：テレビシティ、notte
- ブレーン：吉田英生
- ディレクター：澤田淳平、横山優希
- 演出：前田知秀
- プロデューサー：戸松準、佐々木亜季実
- 制作協力：チリコンカン
- 制作著作：東海テレビ